# Nehebkau-Fest
Das altägyptische Nehebkau-Fest (auch Horus-Fest) ist seit dem Alten Reich als göttliches sowie königliches „Erneuerungsfest“ belegt und dauerte vom ersten bis zum zweiten Tag des ersten Monats der Jahreszeit Peret (Tybi); zugleich fungierte es als „Neujahrsfest des Horus“.

## Hintergrund

### Festverlauf
Der Totengott Nehebkau fungierte in der Duat als einer der Richter beim Totengericht und bewertete die Charaktereigenschaften der Selbstsucht und des Hochmuts. Bei den Zeremonien übernahm Neheb-kau die Rolle des Helfers und verlieh in Anerkennung der vollbrachten Leistungen jeweils nach Ablauf eines Jahres erneut die Götterkrone des Herrschers.
Der erste Tag galt der Gottheit Amun-Re, in Edfu Horus als Sohn des Re. Während der Fahrt des Amun-Re in seiner Sonnenbarke erneuerte Neheb-kau die göttliche Herrscherrolle. Am Morgen des zweiten Tages nahm die Bevölkerung beim Prozessionszug des Königs teil, der nun von Neheb-kau selbst rituell bestätigt wurde. Von Ramses III. ist ein Festeintrag erhalten geblieben:

„1. Peret I, Neujahrstag des Horus: Tag des Erscheinens des Königs Horus von Edfu, des Sohnes von Re, den die Menschen lieben. Man soll jede Zeremonie vollziehen wie am 1. Achet I.“

### Verkündungsfest unter Ramses II.
Das Nehebkau-Fest hatte unter Ramses II. zugleich den Charakter eines Verkündungsfestes, da der jeweilige König (Pharao) während der Feierlichkeiten besondere Jubiläen des Königs ausrief.
Gut belegt sind die Verkündungen von Ramses II. aus den Regierungsjahren 42 , 45 , 51 , 54 , 63  und 66  für die Sedfeste 5, 6, 8, 9, 12 und 13. Abweichend erfolgte im 57. und 60. Regierungsjahr die Verkündung für die Sedfeste 10 und 11 am 17. Peret II mit fünfzehntägiger Verspätung.